# 奥山紗菜
奥山 紗菜（おくやま すずな、2001年6月29日 - ）は、日本の歌手・タレントであり、ガールズ・パフォーマンス工房「PLUS DOLL FACTORY」の元メンバーである。愛知県出身。血液型はB型。

## 略歴
2013年7月2日、『avex アイドルオーディション2013』に合格し、iDOL Streetのデビュー候補生である「ストリート生」に第4期生として加入したことが発表された。2016年9月11日に卒業するまで様々なライブイベントに出演した。
2019年6月16日、『PLUS DOLL オーディション』に合格し、「PLUS DOLL FACTORY」プロジェクト所属アーティストとして活動開始したことを発表。
同年9月より『マヨバカ学園〜マヨバガールズ養成所〜』（マシェバラ）に出演し、地上波テレビ番組出演をかけた10月大会で総合第1位を獲得。そして同年11月より『真夜中のおバカ騒ぎ!』（千葉テレビ、TOKYO MX）の「マヨバガールズ！」としてレギュラー出演した。
2019年12月1日には、PLUS DOLL FACTORY選抜隊「PLUS DOLL」としての活動開始を発表。2020年3月1日、デビューシングル「ANSWER 〜明日への希望〜」をリリースするが、同年4月20日、プロジェクトメンバーからの脱退を発表し、事務所からも退所した。
2020年5月18日、ライブ配信アプリツイキャスの活動開始。その後SHOWROOMでも活動を開始し、毎日配信を行っている。同年10月31日、自身のYouTubeチャンネル「奥山紗菜」を開設した。
2022年4月30日には、全国のavex artist academyに通うヴォーカル受講生から選抜された21名が、ディレクター・ビートメイカー・カメラマンと共にオリジナル楽曲を制作する企画に参加し、出演したMV「Be Alright」が公開された。

## 人物
ストリート生時代の担当カラーは紫。愛称は「すーたん」「すたん」「すーちゃん」「すずや」。身長は163.7cm。2歳下の妹がいる。
好きな食べ物はクッキー、ハンバーグ、ショートケーキ。好きなアニメは『名探偵コナン』。趣味はドラム、ギター。好きな色は赤、紫。

## 出演

### テレビ番組
- 真夜中のおバカ騒ぎ!（2019年11月 - 2020年4月、千葉テレビ、TOKYO MX）[5]

### ラジオ
- United North 犬山祭 スペシャル（2019年4月6日、愛知北エフエム放送） - アシスタントMC

### ネット配信
- マヨバカ学園〜マヨバガールズ養成所〜（2019年9月 - 10月、マシェバラ）